# آلساندرا چلی
آلساندرا چلی (ایتالیایی: Alessandra Celi؛ زادهٔ ۱۵ اوت ۱۹۶۶) بازیگر اهل ایتالیا است. وی از سال ۱۹۸۸ میلادی تاکنون مشغول فعالیت بوده‌ و با کارگردانانی چون روبرتو بنینی، پائولو ویردزی و جولیو بازه همکاری داشته‌است.
از فیلم‌ها یا مجموعه‌های تلویزیونی که وی در آن‌ها نقش داشته‌است، می‌توان به هیولا و من و پسرم – ماجراهای جدید برای کمیسر ویوالدی اشاره نمود.